# 朱方 (嘉靖進士)
朱方（？年—1544年），字子大，山西平定州守禦千户所官籍。明朝進士、官员。

## 生平
嘉靖四年（1525年）乙酉科山西鄉試舉人，五年（1526年）联捷丙戌科第三甲第114名進士，七年任金华府推官，十一年十一月选授四川道試御史，十三年巡按直隶，十八年巡按河南，改湖广道御史，二十二年二月升大理寺右寺丞，二十三年七月升都察院右佥都御史、整饬蓟州边备兼巡抚顺天，十月韃虜由万全右卫拆墙而入，至保定浮图峪，京师戒严，宣大总督翟鹏与顺天巡抚朱方被锦衣卫械系至京讯治，之后翟鹏死于狱中，朱方死于廷杖。

## 家族
原籍鳳陽府泗州人，祖父朱璽。父朱鳳，贈文林郎金華府推官。娶董氏。子朱繪，嘉靖二十三年进士，累官南京通政使。